# The Wu-Tang Manual
The Wu-Tang Manual är RZA’s introduktion till filosofin och historien bakom en av hiphopens främsta dynastier, Wu-Tang Clan.